# 島津忠冬
島津 忠冬（しまづ ただふゆ、文政10年8月9日（1827年9月29日） - 安政6年2月1日（1859年3月5日））は、今和泉島津家第11代当主。第10代当主・島津忠剛の子。母は島津久丙の娘・お幸。通称は三次郎、因幡。
天保10年（1839年）元服し、弘化2年（1845年）成婚。父が没すると家督を継承したが、間もなく早世した。家督は弟の島津忠敬が継承した。妹に第13代将軍徳川家定の正室となった天璋院がいる。

## 家族
- 正室：島津久寛の娘（文化10年（1814年） - 明治20年（1887年）8月4日）、一女をなした。
- 長女：お巌（おいわ、弘化3年（1846年） - 明治34年（1901年））父・忠冬の跡を継いだ叔父・島津忠敬の代に、忠敬の養嗣子に入った島津久光の子島津忠欽に嫁いだ。
- 養嗣子：島津忠敬